# كسوف الشمس 26 ديسمبر 2038
سيحدث كسوف كلي للشمس في 26 ديسمبر 2038. يحدث كسوف الشمس عندما يمر القمر بين الأرض والشمس ، وبالتالي يحجب صورة الشمس كليًا أو جزئيًا عن مشاهد على الأرض. يحدث الكسوف الكلي للشمس عندما يكون القطر الظاهري للقمر أكبر من قطر الشمس ، مما يحجب كل ضوء الشمس المباشر ، ويحول النهار إلى ظلام. تحدث الكلية في مسار ضيق عبر سطح الأرض ، مع كسوف جزئي للشمس مرئي فوق المنطقة المحيطة بعرض آلاف الكيلومترات.

## الصور
مسار متحرك

## الخسوفات ذات الصلة
هناك 7 خسوفات في عام 2038 (الحد الأقصى الممكن) ، بما في ذلك أربعة خسوفات شبه جزئية للقمر: 21 يناير و 17 يونيو و 16 يوليو و 11 ديسمبر .

### كسوف الشمس 2036-2039
هذا الكسوف هو جزء من سلسلة كسوف الشمس 2036-2039. يتكرر الكسوف في كل 177 يومًا تقريبًا و 4 ساعات  في العقد المتناوبة من مدار القمر.
ملحوظة: الكسوف الجزئي للشمس في 27 فبراير 2036 و 21 أغسطس 2036 يحدث في مجموعة خسوف السنة القمرية السابقة.
| مجموعات سلسلة كسوف الشمس من 2036 إلى 2039 | مجموعات سلسلة كسوف الشمس من 2036 إلى 2039 | مجموعات سلسلة كسوف الشمس من 2036 إلى 2039 | مجموعات سلسلة كسوف الشمس من 2036 إلى 2039 | مجموعات سلسلة كسوف الشمس من 2036 إلى 2039 |
| ----------------------------------------- | ----------------------------------------- | ----------------------------------------- | ----------------------------------------- | ----------------------------------------- |
| عقدة تصاعدية                              | عقدة تصاعدية                              |                                           | عقدة تنازلية                              | عقدة تنازلية                              |
| 117                                       | يوليو23, 2036 جزئي                        | 122                                       | يناير16, 2037 جزئي                        |                                           |
| 127                                       | يوليو13, 2037 كلي                         | 132                                       | يناير5, 2038 حلقي                         |                                           |
| 137                                       | يوليو2, 2038 حلقي                         | 142                                       | ديسمبر 26, 2038 كلي                       |                                           |
| 147                                       | يونيو 21, 2039 حلقي                       | 152                                       | ديسمبر 15, 2039 كلي                       |                                           |

### سلسلة ساروس 142
وهي جزء من دورة ساروس 142 ، تتكرر كل 18 سنة ، 11 يوماً ، وتحتوي على 72 حدثاً.
- بدأت السلسلة بكسوف جزئي للشمس في 17 أبريل 1624.
- وهي تحتوي على كسوف هجين واحد في 14 يوليو 1768 ،
- وخسوفًا كليًا من 25 يوليو 1786 حتى 29 أكتوبر 2543.
- تنتهي السلسلة في العضو 72 ككسوف جزئي في يونيو 5 ، 2904.

وستكون أطول مدة للقطر الكلي هي 6 دقائق و 34 ثانية في 28 مايو 2291.
كل الكسوف في هذه السلسلة يحدث عند العقدة الهابطة للقمر.
| تحدث أعضاء السلسلة 17-41 بين عامي 1901 و 2359 | تحدث أعضاء السلسلة 17-41 بين عامي 1901 و 2359 | تحدث أعضاء السلسلة 17-41 بين عامي 1901 و 2359 |
| 17                                            | 18                                            | 19                                            |
| --------------------------------------------- | --------------------------------------------- | --------------------------------------------- |
| أكتوبر10, 1912 [الإنجليزية]                   | أكتوبر21, 1930 [الإنجليزية]                   | نوفمبر 1, 1948 [الإنجليزية]                   |
| 20                                            | 21                                            | 22                                            |
| نوفمبر 12, 1966 [الإنجليزية]                  | نوفمبر 22, 1984 [الإنجليزية]                  | ديسمبر 4, 2002                                |
| 23                                            | 24                                            | 25                                            |
| ديسمبر 14, 2020 [الإنجليزية]                  | ديسمبر 26, 2038                               | يناير5, 2057 [الإنجليزية]                     |
| 26                                            | 27                                            | 28                                            |
| يناير16, 2075 [الإنجليزية]                    | يناير27, 2093 [الإنجليزية]                    | فبراير 8, 2111                                |
| 29                                            | 30                                            | 31                                            |
| فبراير 18, 2129                               | مارس 2, 2147                                  | مارس 12, 2165                                 |
| 32                                            | 33                                            | 34                                            |
| مارس 23, 2183                                 | أبريل 4, 2201                                 | أبريل 15, 2219                                |
| 35                                            | 36                                            | 37                                            |
| أبريل 25, 2237                                | مايو 7, 2255                                  | مايو 17, 2273                                 |
| 38                                            | 39                                            | 40                                            |
| مايو 28, 2291                                 | يونيو 9, 2309                                 | يونيو 20, 2327                                |
| 41                                            |                                               |                                               |
| يونيو 30, 2345                                |                                               |                                               |

### سلسلة ميتونيك
تتكرر السلسلة ميتونيك كل 19 عامًا (6939.69 يومًا) ، وتستمر حوالي 5 دورات. يحدث الكسوف في نفس تاريخ التقويم تقريبًا. بالإضافة إلى ذلك ، تتكرر سلسلة أكتون الفرعية 1/5 من ذلك أو كل 3.8 سنوات (1387.94 يومًا). تحدث جميع الكسوفات في هذا الجدول عند العقدة الصاعدة للقمر.
| سلسلة Octon مع 21 حدثًا بين 21 مايو 1993 و 2 أغسطس 2065 | سلسلة Octon مع 21 حدثًا بين 21 مايو 1993 و 2 أغسطس 2065 | سلسلة Octon مع 21 حدثًا بين 21 مايو 1993 و 2 أغسطس 2065 | سلسلة Octon مع 21 حدثًا بين 21 مايو 1993 و 2 أغسطس 2065 | سلسلة Octon مع 21 حدثًا بين 21 مايو 1993 و 2 أغسطس 2065 |
| مايو 20–21                                             | مارس 8–9                                               | ديسمبر 25–26                                           | أكتوبر13–14                                            | أغسطس1–2                                               |
| 98                                                     | 100                                                    | 102                                                    | 104                                                    | 106                                                    |
| ------------------------------------------------------ | ------------------------------------------------------ | ------------------------------------------------------ | ------------------------------------------------------ | ------------------------------------------------------ |
| مايو 21, 1955                                          | مارس 9, 1959                                           | ديسمبر 26, 1962                                        | أكتوبر14, 1966                                         | أغسطس2, 1970                                           |
| 108                                                    | 110                                                    | 112                                                    | 114                                                    | 116                                                    |
| مايو 21, 1974                                          | مارس 9, 1978                                           | ديسمبر 26, 1981                                        | أكتوبر14, 1985                                         | أغسطس1, 1989                                           |
| 118                                                    | 120                                                    | 122                                                    | 124                                                    | 126                                                    |
| مايو 21, 1993 [الإنجليزية]                             | مارس 9, 1997 [الإنجليزية]                              | ديسمبر 25, 2000 [الإنجليزية]                           | أكتوبر14, 2004                                         | أغسطس1, 2008                                           |
| 128                                                    | 130                                                    | 132                                                    | 134                                                    | 136                                                    |
| مايو 20, 2012                                          | مارس 9, 2016                                           | ديسمبر 26, 2019                                        | أكتوبر14, 2023                                         | أغسطس2, 2027                                           |
| 138                                                    | 140                                                    | 142                                                    | 144                                                    | 146                                                    |
| مايو 21, 2031                                          | مارس 9, 2035                                           | ديسمبر 26, 2038                                        | أكتوبر14, 2042 [الإنجليزية]                            | أغسطس2, 2046 [الإنجليزية]                              |
| 148                                                    | 150                                                    | 152                                                    | 154                                                    | 156                                                    |
| مايو 20, 2050 [الإنجليزية]                             | مارس 9, 2054 [الإنجليزية]                              | ديسمبر 26, 2057 [الإنجليزية]                           | أكتوبر13, 2061 [الإنجليزية]                            | أغسطس2, 2065 [الإنجليزية]                              |
| 158                                                    | 160                                                    | 162                                                    | 164                                                    | 166                                                    |
| مايو 20, 2069 [الإنجليزية]                             | مارس 8, 2073                                           | ديسمبر 26, 2076                                        | أكتوبر13, 2080                                         | أغسطس1, 2084                                           |

## روابط خارجية
- www.solar-eclipse.de - متوسط التغطية السحابية والمدن على طول مسار الكسوف
- http://eclipse.gsfc.nasa.gov/SEplot/SEplot2001/SE2038Jan05A. GIF